# RTECS
Đăng ký tác dụng độc hại của các chất hóa học (RTECS) là một cơ sở dữ liệu về độc tính được tổng hợp từ các tài liệu khoa học mở mà không cần tham khảo tính hợp lệ hoặc tính hữu ích của các nghiên cứu được báo cáo. Cho đến năm 2001, nó được duy trì bởi Viện Sức khỏe và An toàn Lao động Quốc gia Hoa Kỳ (NIOSH) như một ấn phẩm có sẵn miễn phí. Nó hiện được duy trì bởi công ty tư nhân BIOVIA [1] hoặc từ một số đại lý giá trị gia tăng và chỉ có sẵn cho một khoản phí hoặc bằng cách đăng ký.